# Atlasovite
L'atlasovite è un minerale.